# Henryk Pietrzak
 (novembre 2013).
Si vous disposez d'ouvrages ou d'articles de référence ou si vous connaissez des sites web de qualité traitant du thème abordé ici, merci de compléter l'article en donnant les références utiles à sa vérifiabilité et en les liant à la section « Notes et références ».
Henryk Pietrzak (né le 6 mars 1914 à Ruda Pabianicka (pl) - mort le 28 janvier 1990 au Royaume-Uni) est un pilote de chasse polonais, as des forces armées polonaises de la Seconde Guerre mondiale, titulaire de sept victoires homologuées.

## Biographie
Henryk Pietrzak s'engage dans l'armée en 1933, il sert au 4e régiment aérien à Toruń, puis il devient instructeur à Dęblin.
 En septembre 1939 il est évacué en Roumanie d'où il arrive en France. En juin 1940 il se bat au sein de Groupe de chasse III/9 à Lyon. Après la bataille de France il gagne l'Angleterre et reçoit son affectation à la 306e escadrille de chasse polonaise. Le 16 août 1941 il remporte sa première victoire sur un Bf 109. Entre le 15 novembre 1942 et le 9 décembre 1942 il travaille à Aircraft and Armament Experimental Establishment en tant que pilote d'essais. Il revient ensuite à la 306e escadrille où le 31 décembre 1942 il abat un Focke-Wulf Fw 190 qui est la 500e victoire remportée par les chasseurs polonais pendant la Seconde Guerre mondiale. Entre le 5 mai 1943 et le 23 novembre 1943 il est instructeur au 58 et 61 OTU (Operational Training Unit) il rejoint ensuite son unité et le 25 juin 1944 il intègre la 315e escadrille de chasse polonaise. Le 31 octobre 1944 il est transféré à l'état-major de la force aérienne polonaise, le 22 mai 1945 il est affecté au commandement du 2d Polish Fighter Wing et finalement le 16 juillet 1945 il devient le commandant de la 309e escadrille de chasse polonaise.
Après la démobilisation, Henryk Pietrzak reste au Royaume-Uni où il décède le 28 janvier 1990.

## Decorations
- Ordre militaire de Virtuti Militari
- La croix de la Valeur Krzyż Walecznych - 4 fois
- Médaille de l'air "Medal Lotniczy"
- Distinguished Flying Cross - britannique